# فوميي لوامارو
فوميي لوامارو (باليابانية: 岩丸 史也) (4 ديسمبر 1981 في فوجيوكا في اليابان – )؛ هو لاعب كرة قدم ياباني سابق كان يلعب كحارس مرمى.

## وصلات خارجية
- فوميي لوامارو على موقع رابطة كرة القدم اليابانية للمحترفين (اليابانية)
- فوميي لوامارو على موقع قاعدة بيانات كرة القدم.إي يو (الإنجليزية)
- فوميي لوامارو على موقع Soccerway.com (الإنجليزية)
- فوميي لوامارو على موقع عالم كرة القدم.نت (الإنجليزية)